# Batrachophthalmum rufiventre
Batrachophthalmum rufiventre är en tvåvingeart som beskrevs av Friedrich Georg Hendel 1911. Batrachophthalmum rufiventre ingår i släktet Batrachophthalmum och familjen Richardiidae.
Artens utbredningsområde är Peru. Inga underarter finns listade i Catalogue of Life.